# Erik Andersen
Erik Andersen (Gentofte, 10 aprile 1904 – Copenaghen, 27 febbraio 1938) è stato uno scacchista danese.

## Principali risultati
Dal 1923 al 1936 vinse dodici volte il campionato danese.
Nel 1930 vinse il campionato nordico a Stoccolma.
Dal 1927 al 1935 partecipò con la nazionale danese a sei olimpiadi degli scacchi (Amburgo 1930, Praga 1931, Folkestone 1933 e Varsavia 1935 in prima scacchiera). Nelle olimpiadi di Londra 1927 vinse la medaglia d'argento individuale in terza scacchiera.
Altri risultati di torneo:
- 1923 –  6° a Copenaghen (vinse Aaron Nimzowitsch)
- 1924 –  3° a Copenaghen (vinsero Johannes Giersing e Kinch)
- 1927 –  4°-5° a Copenaghen (vinse Géza Maróczy)
- 1930 –  4°-5° a Swinemünde (vinse Friedrich Sämisch
- 1933 –  3°-4° a Copenaghen (vinse Aaron Nimzowitsch)

Morì per malattia a Copenaghen prima di compiere 34 anni.